# Pseudanthias rubrolineatus
Pseudanthias rubrolineatus és una espècie de peix de la família dels serrànids i de l'ordre dels perciformes.

## Hàbitat
És un peix marí que viu fins als 400 m de fondària.

## Distribució geogràfica
Es troba a Nova Caledònia.